# Vårtsporigt stålskinn
Vårtsporigt stålskinn (Xenasma pruinosum) är en svampart som först beskrevs av Narcisse Theophile Patouillard, och fick sitt nu gällande namn av Donk 1957. Enligt Catalogue of Life ingår Vårtsporigt stålskinn i släktet Xenasma,  och familjen Xenasmataceae, men enligt Dyntaxa är tillhörigheten istället släktet Xenasma,  och klassen Agaricomycetes. Arten är reproducerande i Sverige. Inga underarter finns listade i Catalogue of Life.